# Mogliano Veneto
Mogliano Veneto és un municipi italià, situat a la regió del Vèneto i a la província de Treviso. L'any 2004 tenia 26.292 habitants.

## Fills il·lutres
- Sandro Fuga (1906-1994) compositor musical.